# VZLUSAT-2
VZLUSAT-2 je česká technologická nanodružice vyvinutá VZLU AEROSPACE ve spolupráci se soukromými firmami a univerzitami. Jejím hlavním úkolem je ověřit technologie pro pozdější mise chystané české satelitní konstelace. VZLUSAT-2 jedinou českou družicí, která je schopna pořizovat snímky Země ve vysokém rozlišení. Na oběžnou dráhu byla vynesena 13. ledna roku 2022 raketou Falcon 9 společnosti SpaceX v rámci sdílené mise Transporter-3. Je vybavena další generací přístrojů, které se již osvědčily na předchozím satelitu VZLU AEROSPACE, VZLUSAT-1.

## Popis družice
Nanodružice vychází z osvědčené koncepce typu CubeSat, která umožňuje podle typu mise na sebe „skládat“ jednotlivé „kostky“ o rozměru 10 x 10 x 10 cm. V případě VZLUSAT-2 se jedná o konstrukci 3U s třemi „kostkami.“ VZLUSAT-2 má rozměry 10 x 10 x 34 cm a váží cca 4 kg.

## Oběžná dráha
Družice obíhá kolem Země po slunečně synchronní orbitě (SSO). Vypuštěna byla ve výšce 535 km, inklinace 97,5°. Družice oběhne Zemi jednou za 96 minut a 41 sekund.

## Průběh mise
Družici VZLUSAT-2 vynesla na oběžnou dráhu z mysu Canaveral v rámci mise Transporter 3 raketa Falcon 9 společnosti SpaceX v oddělovači družic od společnosti D-Orbit. Družice měla původně startovat na oddělovači Sherpa-LTC1 od společnosti Spaceflight, u kterého se těsně před startem objevila technická závada v palivovém systému. Díky intenzivní práci odborníků po celém světě se podařilo v rekordním čase jednoho dne přenést satelit z oddělovače družic Sherpa na oddělovač ION-SCV2. 26. ledna 2022 se oddělila z nosiče společnosti D-Orbit a vyslala první signál na Zemi. 

## Snímky České republiky
Je jedinou družicí postavenou v České republice, která dokáže (mimo jiné) pořídit fotografie planety Země s vysokým rozlišením.[zdroj?] Zaslala například snímky Prahy, Orlíku, pohraničí ČR, Slovenska a Rakouska, nebo snímek Alp.

Příklady snímků VZLUSAT-2
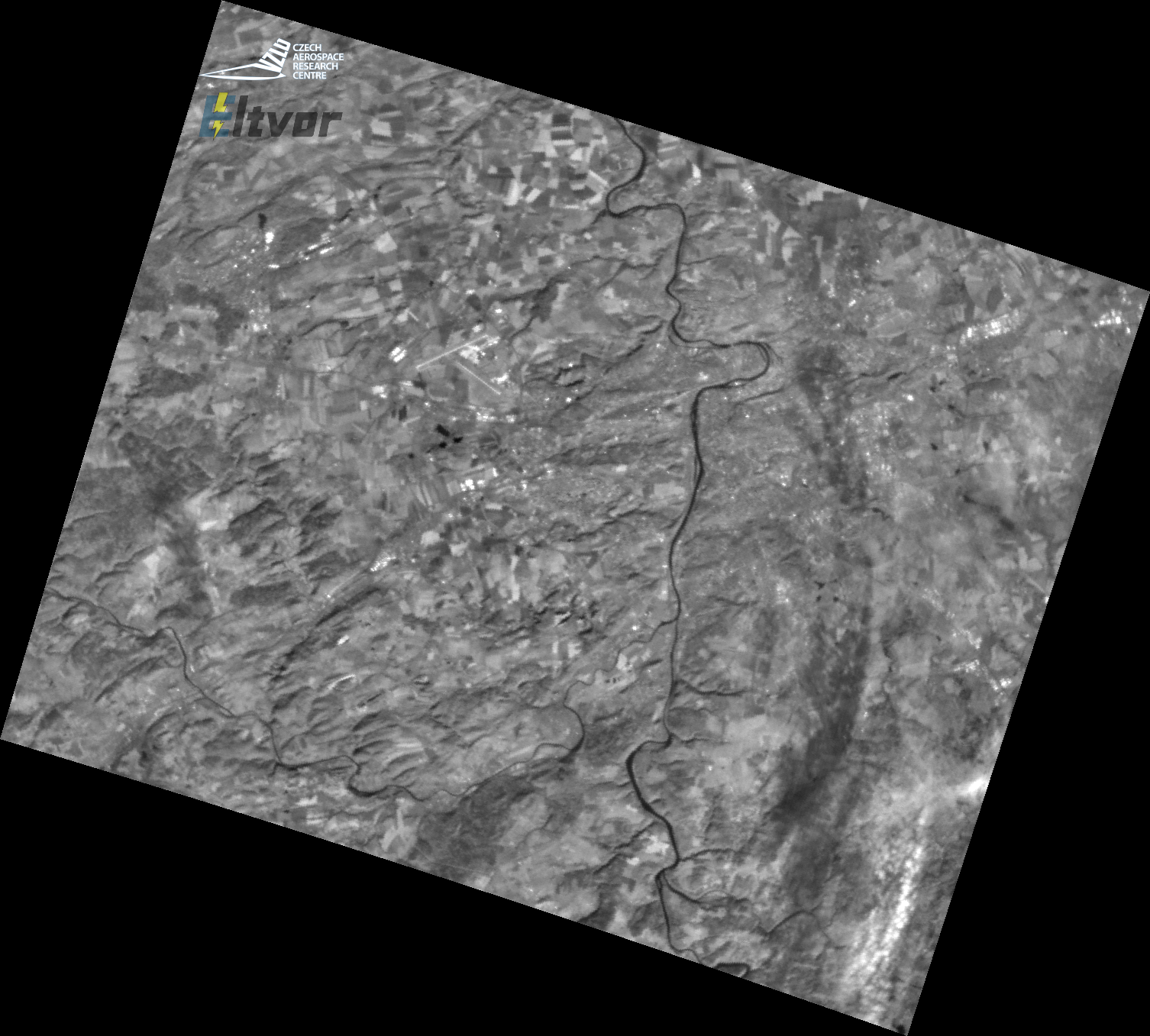
Fotografie Prahy pořízená VZUSAT-2 10. října 2022.
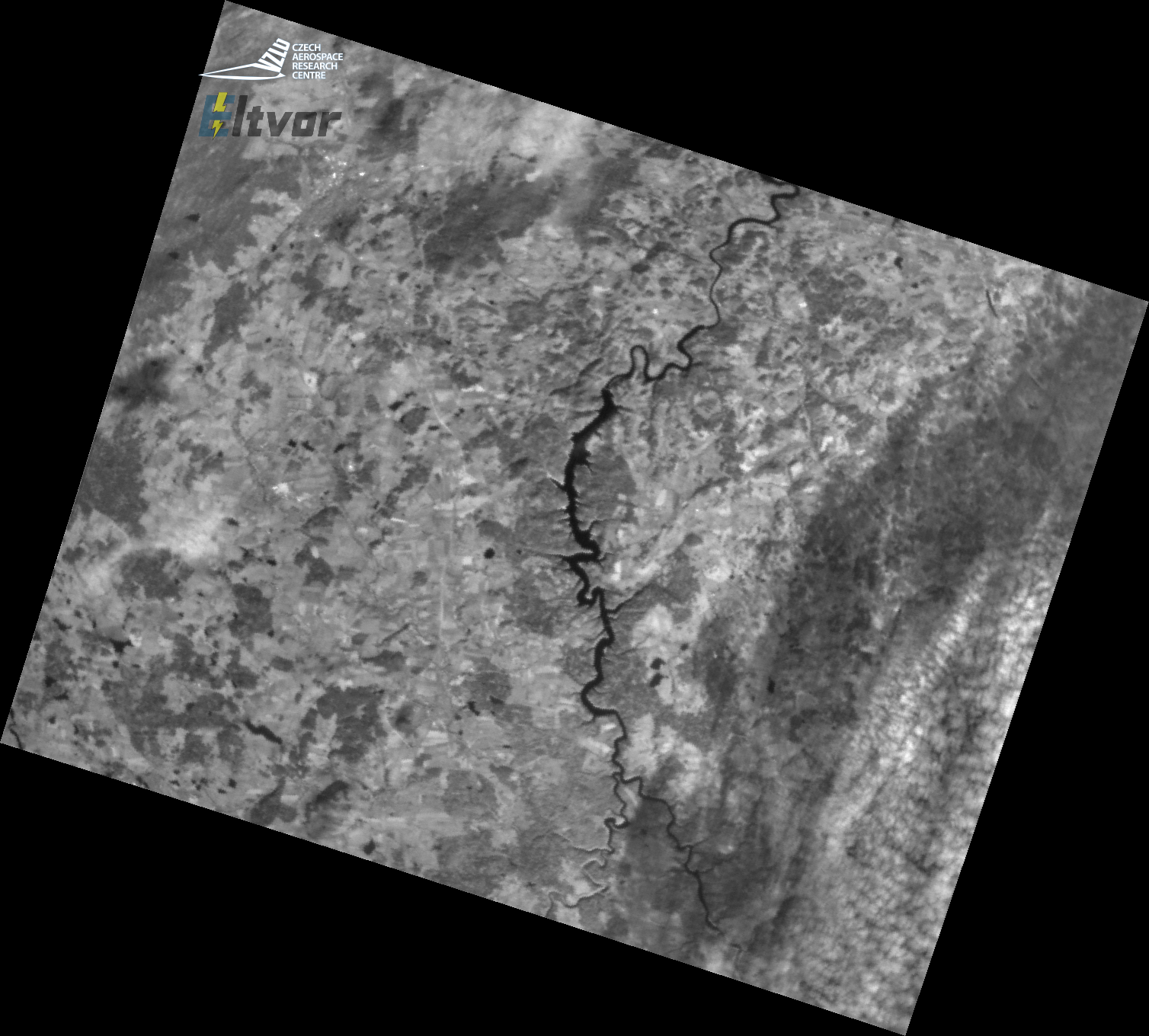
Vltava s přehradou Orlík, fotografie pořízená VZLUSAT-2 10. října 2022.

## Přístroje na palubě VZLUSAT-2
- Dvě kamery pro průzkum Země (rozlišení 30 m a 500 m GSD, ohnisková vzdálenost 70 mm a 6 mm, FOV 5.0° a FOV 45.2°, rozlišení detektoru 1.3 MP 1280 × 1024 pixelů)
- Rentgenový optický payload (rentgenový senzor Slunce, Rigaku širokoúhlá rentgenová optika, miniaturizovaný TimePix detektor s CdTe sensorem dodaný společností ADVACAM. (5-500keV))
- Detektor záblesků Gama – GRB Detector (2 detektory s velkou plochou záchytu fotonů v energetickém rozsahu 50–300 keV, digital board pro zpracováni a ukládaní dat)
- Space X-ray Detector – SXD (hmotnost 18 g, rozměry 35 x 25 x 12 mm, citlivost (fotony) 30% @ 20keV, 3% @ 60keV, vzorkovací frekvence 20 Hz, energetické spektrum 5–2000 keV)
- Space Dosimetry System Demonstrator – 2SD (pětivrstvý pixelový detektor na bázi SpacePix2, pixelový rentgenový detektor, max. tok 10e6 resp. 10e5 částic cm-2s-1, fotony 3–20 keV, elektrony 0.1–8 MeV, protony 1–400 MeV)
- Senzor pro detekci odplyňování vodních par – DPTWI (HAL2 senzorický element, hmotnost 5,5 g, rozměry 27,4 x 21,2 x 9,4 mm)

## VZLUSAT-1
VZLUSAT-2 je druhou družicí vyvinutou ve VZLU AEROSPACE ve spolupráci se soukromými firmami a univerzitami, navazuje na úspěch družice VZLUSAT-1, která je v současnosti nejdéle fungující v České republice vyrobenou družicí na oběžné dráze. Tam byla vynesena 23. června 2017 raketou ISRO PSLV-C38, která startovala z kosmodromu Šríharikota v rámci mezinárodní mise QB50.